# Gioacchino Boyl
Gioacchino Boyl di Putifigari (Cagliari, 4 settembre 1815 – Torino, 12 ottobre 1892) è stato un ammiraglio e politico italiano, veterano della prima guerra d'indipendenza italiana e della guerra di Crimea, dove fu capo di stato maggiore della divisione navale sarda operante nel Mar Nero, e della seconda guerra d'indipendenza italiana. Tra il 1861 e il 1862 fu segretario generale del Ministero della marina allora retto dal generale Luigi Federico Menabrea. Fu Deputato nella VIII legislatura del Regno d'Italia e Senatore del Regno nella XI, XII, XIII e XIV Legislatura.

## Biografia

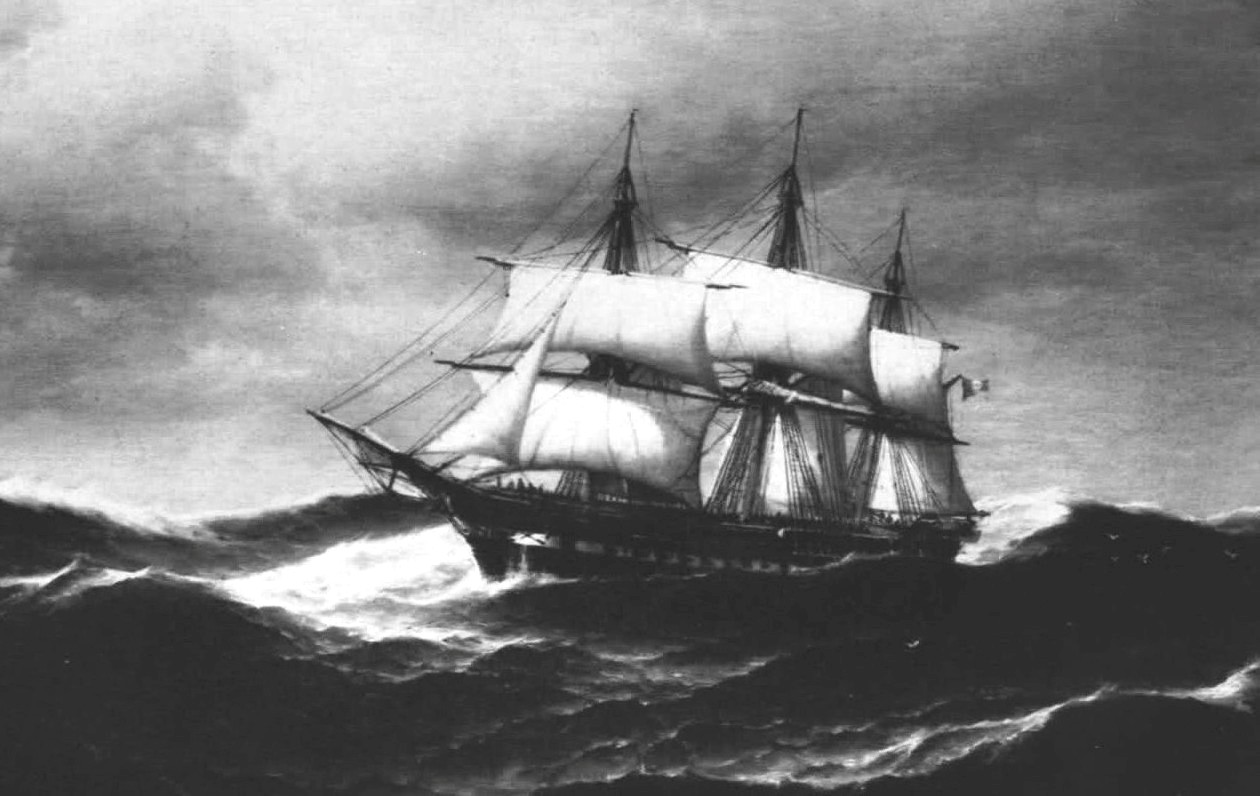
La fregata Euridice in navigazione.

Nacque a Cagliari il 4 settembre 1815, figlio del generale Vittorio, marchese di Putifigari, e di donna Maddalena Vacca Salazar. Appartenne alla famiglia sarda dei Boyl, nel 1831 venne ammesso a frequentare la Scuola di marina di Genova, conseguendo la nomina ad alfiere di vascello nel 1836. Nel corso del 1839 partecipò all'intervento multinazionale in Egitto culminato con la battaglia di Nazib, e successivamente allo sbarco anglo-austriaco a San Giovanni d'Acri. Nel corso della prima guerra d'indipendenza italiana partecipò alle campagne navali nel Mare Adriatico del 1848-1849.
Al tempo della guerra di Crimea, ancora prima che si stipulasse la convenzione del 26 gennaio 1855 con cui il Regno di Sardegna aderiva al trattato di alleanza già concluso tra l'Inghilterra e la Francia contro l'Impero russo, allora luogotenente di vascello di prima classe fu inviato in Francia con altri ufficiali per osservare e riferire sui preparativi per l'imbarco e sull'organizzazione dei servizi del corpo di spedizione francese.
Promosso capitano di fregata, durante le operazioni in Crimea fu capo di stato maggiore della divisione navale sarda operante nel Mar Nero. Promosso capitano di vascello, partecipò alla campagna navale del 1859 e del 1860 contro l'Austria al comando della fregata a vela Euridice.
Promosso contrammiraglio nell'aprile del 1861 assunse la carica di carica di capo di stato maggiore del dipartimento marittimo meridionale. Nel 1861-1862, quando il generale Luigi Federico Menabrea fu Ministro della Marina nel gabinetto Ricasoli I, egli divenne segretario generale dello stesso ministero, e in tale qualità si presentò candidato alla Camera nel collegio di Oristano, resosi vacante nel dicembre 1861 per le dimissioni del deputato Giuseppe Corrias.  Fu battuto alle elezioni nel gennaio e nel marzo 1862 dal magistrato Giovanni Mura, ma esse furono annullate, ed egli venne eletto nelle votazioni del 13-20 luglio, convalidate dalla Camera.
Ai lavori parlamentari partecipò poco, e unitosi alla maggioranza moderata non prese mai la parola e si recò a Torino solo per le votazioni più importanti. L'11 marzo 1865 votò contro l'abolizione della pena di morte. Con le dimissioni del ministero Ricasoli riprese il suo posto nella Regia marina.  Dopo i fatti dell'Aspromonte fu presidente del tribunale incaricato di giudicare i comandanti della fregate Vittorio Emanuele (Ludovico Avogadro) e Duca di Genova (Donato Giraud), i quali non avevano impedito a Garibaldi il passaggio dello stretto di Messina. Nel gennaio 1863 fu nominato presidente della sezione del consiglio di ammiragliato mercantile con sede a Genova; fu inoltre comandante in prima del materiale nel dipartimento marittimo dell'Adriatico, poi aiutante generale del primo dipartimento marittimo e dal febbraio 1864 comandante in capo dello stesso dipartimento. In un articolo del 6 febbraio 1865 Il Diritto lo accusò di far parte della camarilla piemontese della Regia Marina, di non aver mai navigato e di essere stato favorito nella carriera. Insieme con altri alti ufficiali, querelò il giornale, che fu condannato.
Nel giugno del 1865 fu nominato membro del Consiglio di ammiragliato, e nel settembre successivo, nominato comandante in capo della stazione navale nell'America meridionale, diede le dimissioni dalla Marina, non volendo accettare un incarico, col quale implicitamente si riconoscevano fondate le accuse lanciate da Il Diritto.
Nelle elezioni generali del 1865 e del 1867 si presentò candidato nel collegio di Oristano, ma non fu eletto. Con Regio Decreto del 18 novembre 1871 fu nominato Senatore del Regno d'Italia e la nomina fu convalidata dal Senato il 5 marzo 1872. Partecipò poco anche ai lavori del Senato, prendendo la parola solo rare volte in discussioni riguardanti la Marina.
Morì a Torino il 12 ottobre del 1892, senza prole.